# あいうえお作文
あいうえお作文（あいうえおさくぶん）は、言葉遊びの一つである。

## 概要
お題となる単語の各文字（例えば人名や物の名前など）を各句の頭文字に据えて文を作る。五十音のいずれかの行をお題とする場合もあり、これがあいうえお作文の語源となっている。折句とほぼ同じルールだが字数制限が特に設けられていない点が異なる。
複数人でひとつの文を作る場合もありその際は各句の担当をあらかじめ決めておく必要がある。
大喜利の演目として行われることが多い。それ以外にも標語やキャッチフレーズを作る際にあいうえお作文の手法が使われることもある。人の名前の各文字を各句の頭文字にしたものは名前詩もしくは名前ポエムと呼ばれる。

## 例
- お題「ゆうひ」

「ゆ」優勝賞品は
「う」ウィーン旅行
「ひ」日帰りで

## 細則
- お題は通常、ひらがなで与えられる。正式には漢字やカタカナで書かれる語であっても、ひらがなに開いた形がお題となる。回答は、漢字やカタカナで始まっていても、ひらがなで考えてお題と一致すればいい。
- お題の中の「ゃゅょっ」などの小さい仮名は、大きな「やゆよつ」と同じとみなされる。「ー」は、発音に応じて「あいうえお」のいずれかとみなされる。しかしこのような読み替えをしても「ん」で始まる単語はないため、「ん」を含む語はお題には使えない。ただし、「ん」で始まる句を強引に答えさせることもある。
- 小さい仮名、「ー」、「ん」などは、前の仮名とつないで1文字扱いすることもある。たとえば、「オリンピック」を「お……」「りん……」「ぴっ……」「く……」とするなど。
- 「うなぎ」というお題で最初の句を「うなぎが……」とするような、再帰的頭字語的な回答は、言葉遊びとしての醍醐味が薄れてしまうためあまり望ましくない。

## あいうえお作文で著名な人物・作品
- 博多華丸：R-1ぐらんぷり2006で、児玉清のモノマネをしながらあいうえお作文を披露して優勝した。
- ゆったり感：あいうえお作文を使った漫才を持ちネタにしている。
- もっけ：アニメ版では次回予告を次回の題名のあいうえお作文でやるのが恒例。
- 倉本康子：ファッションモデル。自身の出演番組『おんな酒場放浪記』（BS-TBS）のエンディングで、自身が訪れた酒場の屋号を使ってあいうえお作文で締めている。
- Pengram(ぺんぐらむ)：あいうえお作文で交流するSNSサイト